# بلانش أميس أميس
بلانش أميس أميس (بالإنجليزية: Blanche Ames Ames)‏ هي رسامة مائية وسفرجات ومخترِعة وكاتِبة أمريكية، ولدت في 1878 في لوويل في الولايات المتحدة، وتوفيت في 1969 في إيستون في الولايات المتحدة.